# Ribeira Seca
Ribeira Seca (in portoghese sponda secca) è il torrente più grande dell'isola di Santiago a Capo Verde. Si estende per 18 km (11 miglia) e la sua area di bacino è di 71,5 km² (27,6 miglia quadrate). Situato nella parte orientale dell'isola, attraversa i comuni di São Lourenço dos Órgãos e Santa Cruz.
La sua sorgente si trova vicino al punto più alto dell'isola, Pico de Antónia, da dove scorre verso est fino a João Teves. Da li vira poi a nord-est, e sfocia nell'Oceano Atlantico ad Achada Fazenda, 2 km a sud-est di Pedra Badejo.
I suoi affluenti più importanti sono Ribeira de São Cristovão e Ribeira da Montanha. L'estuario della Ribeira Seca, Lagoas de Pedra Badejo, è un'importante zona umida.
Nel 2006 è stata costruita la diga Barragem de Poilão, creando un bacino per l'irrigazione.

## Situazione ambientale
La zona circostante, fortemente povera di risorse naturali, come nel resto del paese, vive una situazione di grave degrado del territorio; ciò ha avuto, ed ha tuttora, importanti ripercussioni sui mezzi di sussistenza delle persone e sull'ambiente di Capo Verde nell'insieme. 
Nonostante gli enormi investimenti in misure di conservazione del suolo e dell'acqua, gli impatti biofisici e socioeconomici degli stessi sono risultati scarsi, mentre la lotta alla desertificazione e alla povertà rurale ha riscontrato maggiore successo; questo è dovuto ad una strategia politica che comprende la sensibilizzazione, lo sviluppo del quadro istituzionale, l'allocazione delle risorse finanziarie, la formazione e la partecipazione attiva delle comunità rurali.